# Méobecq
Méobecq est une commune française située dans le département de l'Indre, en région Centre-Val de Loire.

## Géographie

### Localisation
La commune est située dans le centre du département, dans la région naturelle de la Brenne, au sein du parc naturel régional de la Brenne.
Les communes limitrophes sont : Neuillay-les-Bois (6 km), Nuret-le-Ferron (6 km), Vendœuvres (8 km) et Migné (8 km).
Les communes chefs-lieux et préfectorales sont : Saint-Gaultier (11 km), Châteauroux (23 km), Le Blanc (29 km), La Châtre (47 km) et Issoudun (50 km).

### Hameaux et lieux-dits
Les hameaux et lieux-dits de la commune sont : les Caillonnets, le Tertre Mondon, le Cézal, le Moulin de Baratte, les Triboulets, la Brenne, les Berthonneaux, Péviot, Bordebure, Mirebeau, le Genêtière, Péviot, le Mez, les Boisbourdins, les Caillats, la Tuilerie, les Guerlets, les Caduats, les Clamarets, les Bruyères, les Clamarets et les Bruyères.

### Géologie et hydrographie
La commune est classée en zone de sismicité 2, correspondant à une sismicité faible.
Le territoire communal est arrosé par la rivière Yoson. Comme dans toute la Brenne, Méobecq a de nombreux étangs. Parmi les plus importants on peut citer : l'étang Clairaut, l'étang de Baillaly, l'étang de l'Egue Froide, l'étang des Gaudières et l'étang de Grand Epinay.

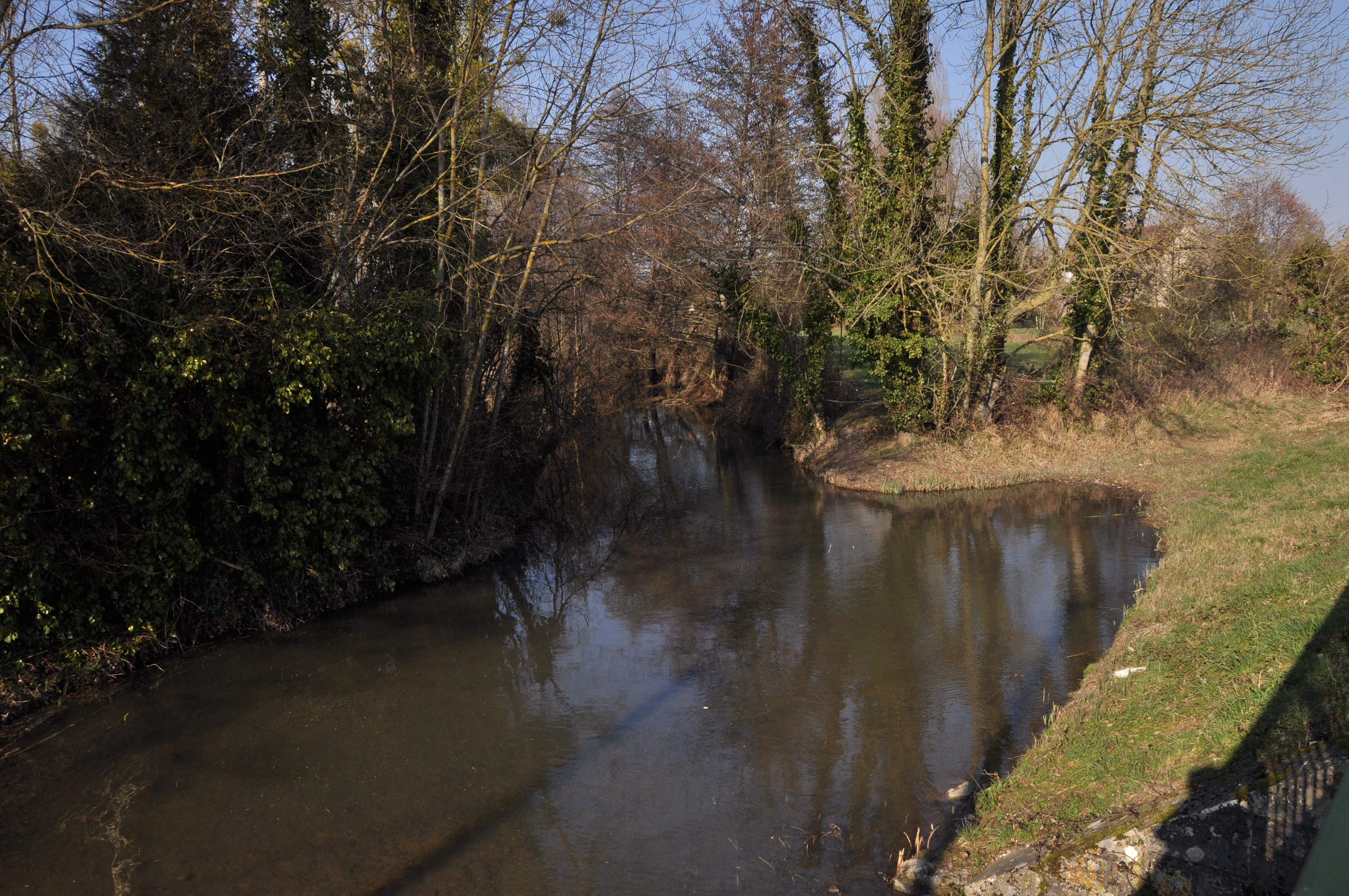
La rivière Yoson en 2010.
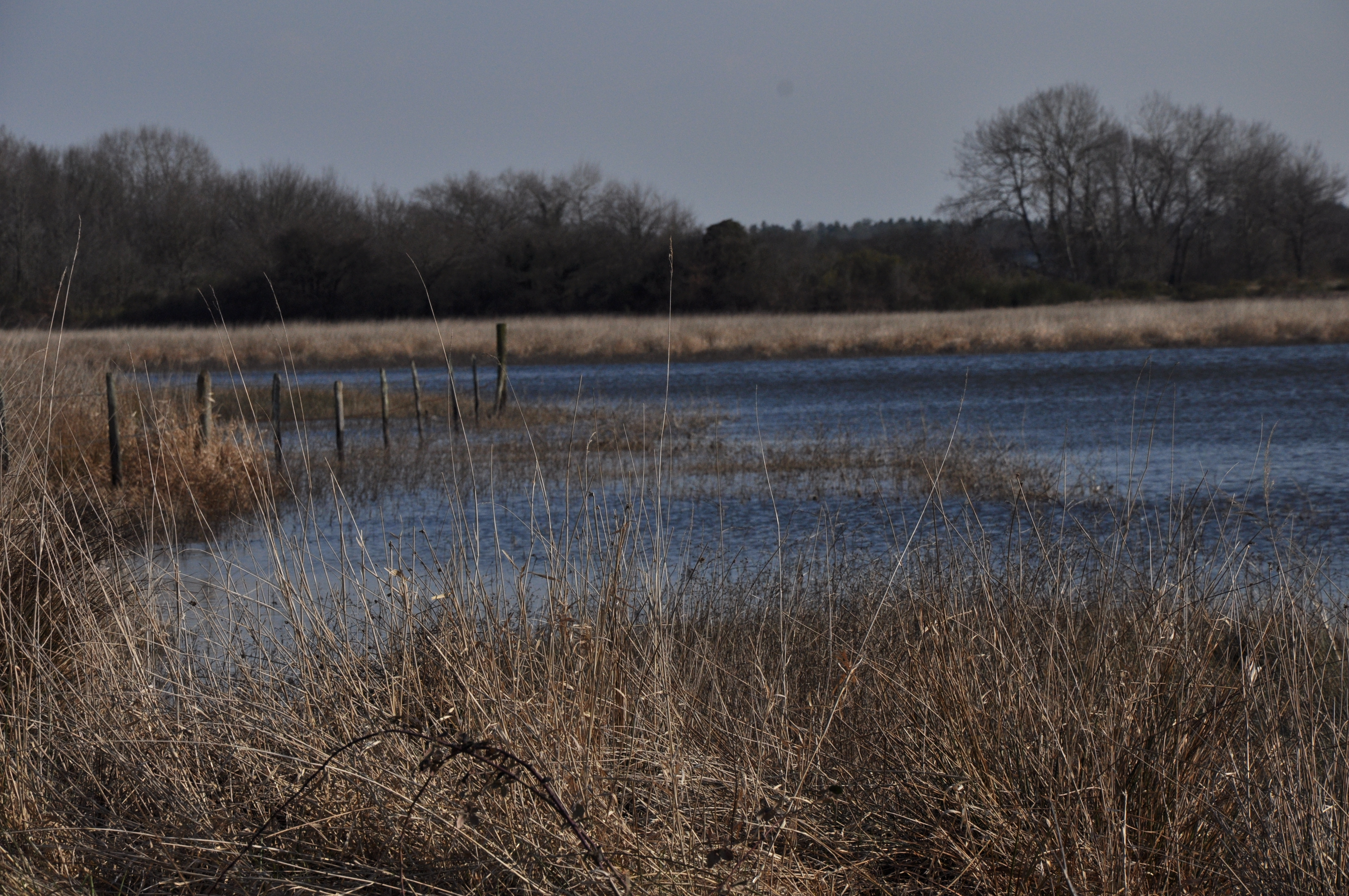
L'étang en 2010.

### Climat
Pour des articles plus généraux, voir Climat du Centre-Val de Loire et Climat de l'Indre.
En 2010, le climat de la commune est de type climat océanique dégradé des plaines du Centre et du Nord, selon une étude du CNRS s'appuyant sur une série de données couvrant la période 1971-2000. En 2020, Météo-France publie une typologie des climats de la France métropolitaine dans laquelle la commune est exposée à un climat océanique altéré et est dans la région climatique Centre et contreforts nord du Massif Central, caractérisée par un air sec en été et un bon ensoleillement.
Pour la période 1971-2000, la température annuelle moyenne est de 11,6 °C, avec une amplitude thermique annuelle de 15,2 °C. Le cumul annuel moyen de précipitations est de 768 mm, avec 11,6 jours de précipitations en janvier et 6,9 jours en juillet. Pour la période 1991-2020, la température moyenne annuelle observée sur la station météorologique de Météo-France la plus proche, sur la commune de Rosnay à 16 km à vol d'oiseau, est de 12,5 °C et le cumul annuel moyen de précipitations est de 720,9 mm,. Pour l'avenir, les paramètres climatiques de la commune estimés pour 2050 selon différents scénarios d'émission de gaz à effet de serre sont consultables sur un site dédié publié par Météo-France en novembre 2022.

### Voies de communication et transports
Le territoire communal est desservi par les routes départementales : 11, 14, 21 et 27.
La gare ferroviaire la plus proche est la gare d'Argenton-sur-Creuse, à 22 km.
Méobecq est desservie par la ligne Q du Réseau de mobilité interurbaine.
L'aéroport le plus proche est l'aéroport de Châteauroux-Centre, à 31 km.
Le territoire communal est traversé par le sentier de grande randonnée de pays de la Brenne.

## Urbanisme

### Typologie
Au 1er janvier 2024, Méobecq est catégorisée commune rurale à habitat dispersé, selon la nouvelle grille communale de densité à sept niveaux définie par l'Insee en 2022.
Elle est située hors unité urbaine. Par ailleurs la commune fait partie de l'aire d'attraction de Châteauroux, dont elle est une commune de la couronne,. Cette aire, qui regroupe 71 communes, est catégorisée dans les aires de 50 000 à moins de 200 000 habitants,.

### Occupation des sols
L'occupation des sols de la commune, telle qu'elle ressort de la base de données européenne d’occupation biophysique des sols Corine Land Cover (CLC), est marquée par l'importance des territoires agricoles (56,1 % en 2018), en diminution par rapport à 1990 (57,7 %). La répartition détaillée en 2018 est la suivante : 
forêts (33,6 %), prairies (32,5 %), zones agricoles hétérogènes (22,6 %), eaux continentales (9,3 %), zones urbanisées (0,9 %), terres arables (0,9 %), milieux à végétation arbustive et/ou herbacée (0,2 %). L'évolution de l’occupation des sols de la commune et de ses infrastructures peut être observée sur les différentes représentations cartographiques du territoire : la carte de Cassini (XVIIIe siècle), la carte d'état-major (1820-1866) et les cartes ou photos aériennes de l'IGN pour la période actuelle (1950 à aujourd'hui).

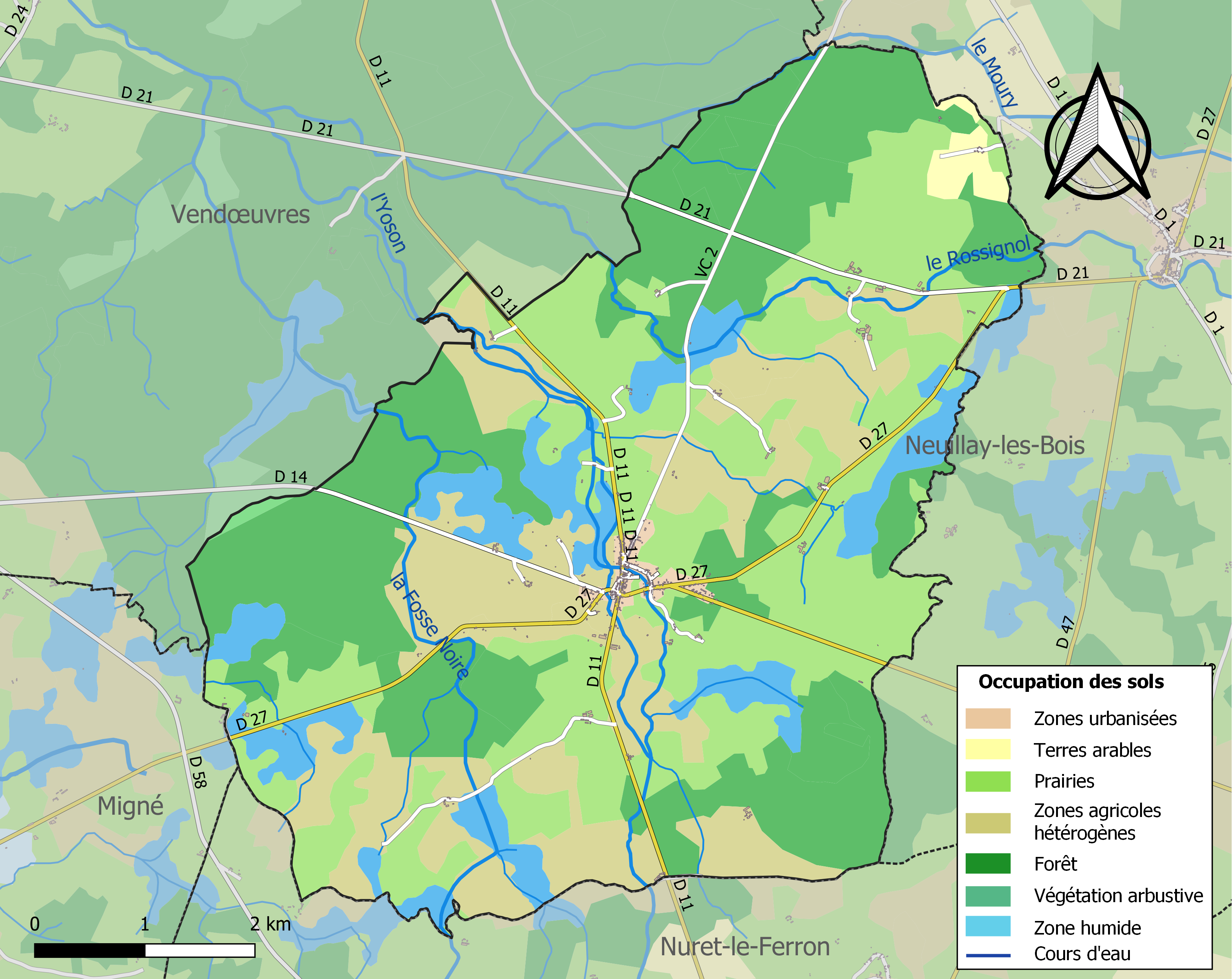
Carte des infrastructures et de l'occupation des sols de la commune en 2018 (CLC).

### Logement
Le tableau ci-dessous présente le détail du secteur des logements de la commune :
| Date du relevé                                              | 2013   |
| Nombre total de logements                                   | 250    |
| Résidences principales                                      | 67,9 % |
| Résidences secondaires                                      | 16,4 % |
| Logements vacants                                           | 15,6 % |
| Part des ménages propriétaires de leur résidence principale | 75,4 % |

### Risques majeurs
Le territoire de la commune de Méobecq est vulnérable à différents aléas naturels : météorologiques (tempête, orage, neige, grand froid, canicule ou sécheresse), feux de forêts et séisme (sismicité faible). Un site publié par le BRGM permet d'évaluer simplement et rapidement les risques d'un bien localisé soit par son adresse soit par le numéro de sa parcelle.
Pour anticiper une remontée des risques de feux de forêt et de végétation vers le nord de la France en lien avec le dérèglement climatique, les services de l’État en région Centre-Val de Loire (DREAL, DRAAF, DDT) avec les SDIS ont réalisé en 2021 un atlas régional du risque de feux de forêt, permettant d’améliorer la connaissance sur les massifs les plus exposés. La commune, étant pour partie dans le massif de Brenne, est classée au niveau de risque 1, sur une échelle qui en comporte quatre (1 étant le niveau maximal).

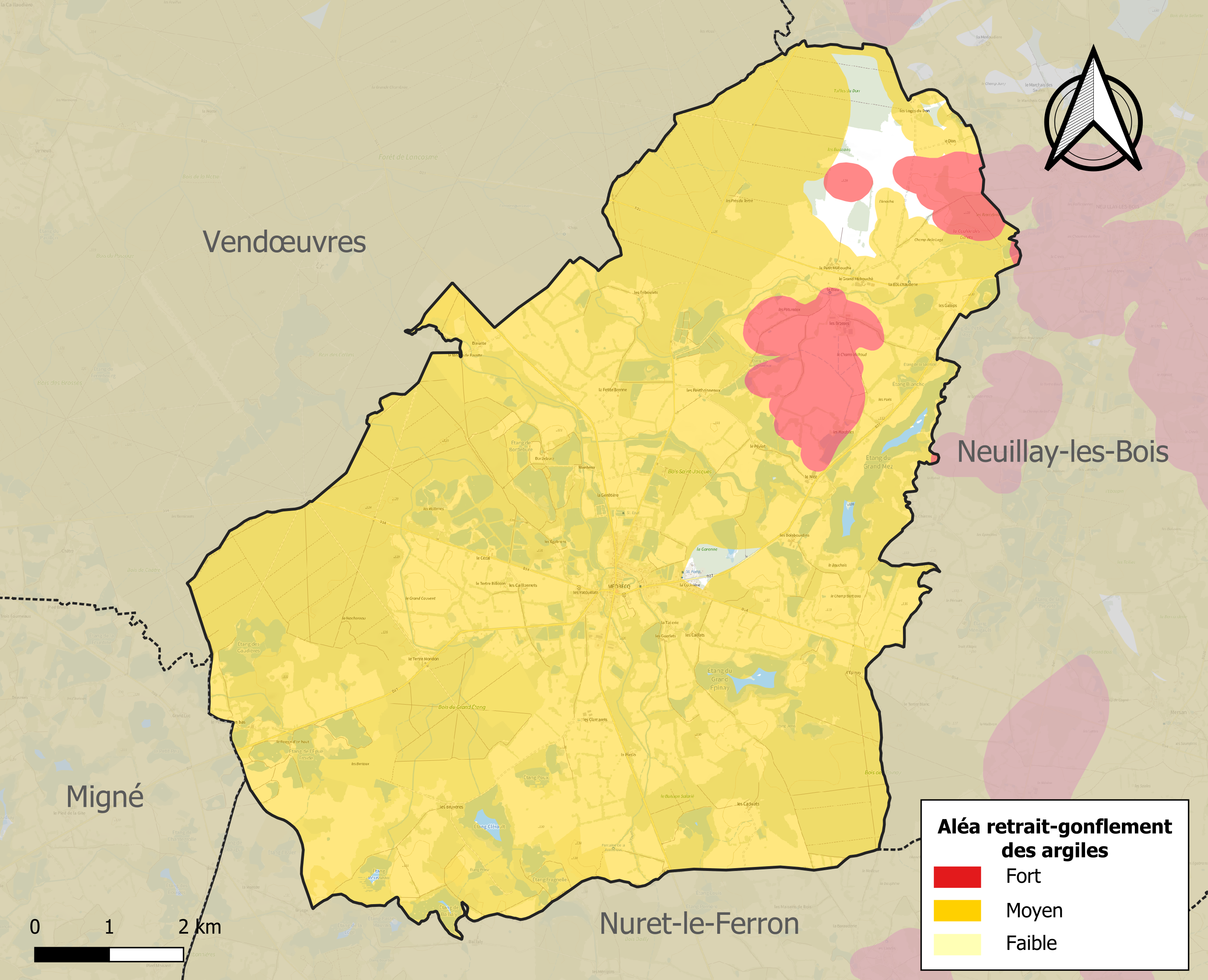
Carte des zones d'aléa retrait-gonflement des sols argileux de Méobecq.

Le retrait-gonflement des sols argileux est susceptible d'engendrer des dommages importants aux bâtiments en cas d’alternance de périodes de sécheresse et de pluie. 97 % de la superficie communale est en aléa moyen ou fort (84,7 % au niveau départemental et 48,5 % au niveau national). Sur les 247 bâtiments dénombrés sur la commune en 2019, 235 sont en aléa moyen ou fort, soit 95 %, à comparer aux 86 % au niveau départemental et 54 % au niveau national. Une cartographie de l'exposition du territoire national au retrait gonflement des sols argileux est disponible sur le site du BRGM,.
Concernant les mouvements de terrains, la commune a été reconnue en état de catastrophe naturelle au titre des dommages causés par la sécheresse en 2011 et 2019 et par des mouvements de terrain en 1999.

## Toponymie
Le nom de la localité est attesté sous la forme de Millebecco en 632 ; Sanctus Petrus Millebeccii en 1183 ; Millebeccenses monachi en 1121.
Peut-être du gaulois mello « colline », suivi d'un élément indéterminé. Il a sans doute été réinterprété en « mille becs  ». Marcel Baudot suggère une formation en -acum, suffixe d'oigine gauloise de localisation et de propriété, qui a parfois abouti à la terminaison -ec(q), comme dans Ruffec, commune du même département.
Ses habitants sont appelés les Méobécquois.

## Histoire

### Moyen Âge
Le monastère de Méobecq est fondé par saint Cyran, sous le règne de Dagobert (628-658). Il choisit de se retirer du monde et de fonder une communauté en Brenne, sur les terres de Méobecq. À l’époque, le pays doit être un véritable désert, couvert de brandes et de marécages, infesté de moustiques à cause des eaux stagnantes. Il s'entoure de quelques disciples, tous animés d'une solide foi. Ils défrichent tout en poursuivant leur quête religieuse. Ils construisent un premier monastère constitué sans doute de cabanes rustiques en bois, trouvé sur place et couramment utilisé alors. Saint Cyran leur impose la règle de saint Benoît, avant de quitter le monastère pour fonder un autre établissement à Saint-Cyran-du-Jambot.
Au Moyen Âge, l’abbaye, dont l’abbé, seigneur temporel, exerce le droit de haute, moyenne et basse justice sur sa terre, est devenue puissante et riche. Au temporel, dans les paroisses de Méobecq et de Neuillay-les-Bois, elle possède des domaines, des moulins, une vingtaine d’étangs, deux mille arpents de bois et autant de boisselets de brandes. Les revenus des dîmes, impôt ecclésiastique, payés en nature (grains, gibier, vin, etc.) sont si considérables qu'ils nécessitent pour les entreposer un vaste bâtiment appelé la grange des dîmes. Les revenus payés en livres, viennent grossir le trésor gardé par l’abbé ou son prieur. L’abbaye étend sa domination sur un grand nombre d’églises. Une bulle du pape Alexandre III, du 11 janvier 1174, dénombre seize églises et sept chapelles dans le diocèse de Bourges, neuf églises et deux chapelles dans celui de Tours.

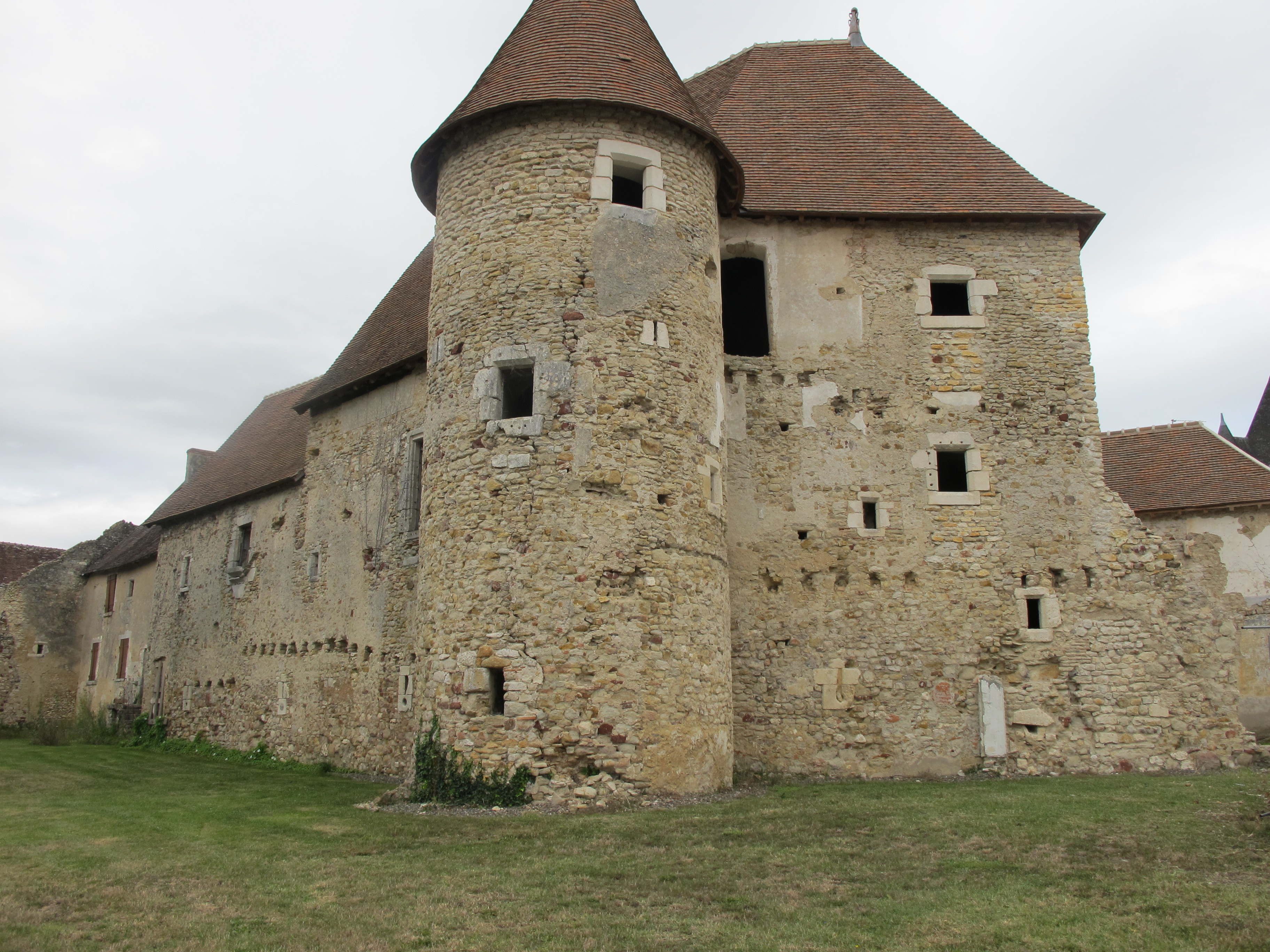
Vue des logis abbatiaux de l'abbaye de Méobecq.

### Renaissance
Le XVIe siècle marque un tournant dans l'histoire de l'abbaye dont les biens disparaissent. Depuis l’instauration du régime de la commende, ses abbés n’ont nul besoin d’être prêtres, ils perçoivent les bénéfices sans s’occuper de la vie spirituelle des moines et souvent résident au loin. Ainsi, le cardinal Jean Maria del Monte, nommé en 1545 abbé de Méobecq devient en 1550 pape sous le nom de Jules III. Il envoie alors dans son abbaye Brennouse un homme de confiance qui, d’après les moines, met l’abbaye à sac et y mène une « vie desbordée, dissolue et libidineuse démesurément, au veu et sceu d'un chacun, faisant de vice vertu. » C’est le début du déclin de l'abbaye. Les guerres de religion lui portent un coup supplémentaire : les troupes de Condé l'incendient et la dévastent en 1569.

### Grand Siècle - abbaye donnée en commende à François de Laval, évêque de Québec
Des seigneurs huguenots l’occupent au début du XVIIe siècle et en accaparent les revenus ; ensuite, vont se succéder les abbés commendataires. En 1650, des ouragans provoquent l’écroulement du clocher qui, dans sa chute, endommage une partie de la voûte de l’église. De 1651 à 1659, des réparations sommaires sont entreprises, un mur de façade, avec la date de 1658 inscrite au fronton de la porte, ferme la nef tronquée d’une moitié de sa longueur. À cette époque, il n’y a plus de vie communautaire pour les cinq moines qui vivent dans des maisons du bourg. L’abbaye n’existe plus en tant que telle, il ne s’agit plus que d'une châtellenie ecclésiastique, c'est-à-dire une propriété à revenus ; ceux-ci vers 1660 ne sont pas, ostensiblement du moins, attribués à un personnage désigné. 
En 1663, Mgr François de Laval, évêque de Pétrée et vicaire apostolique de la Nouvelle-France, en attendant que soient réunies les conditions exigées par le pape pour ériger Québec en évêché, est gratifié par le roi Louis XIV des abbayes d'Estrée au diocèse d'Evreux, de Bénévent au diocèse de Limoges et de l'abbaye de Maubec de l'ordre de saint Benoist au diocèse de Bourges à présent vacante, (…) pour servir de revenu et de fondation audit évesché de Québec. 

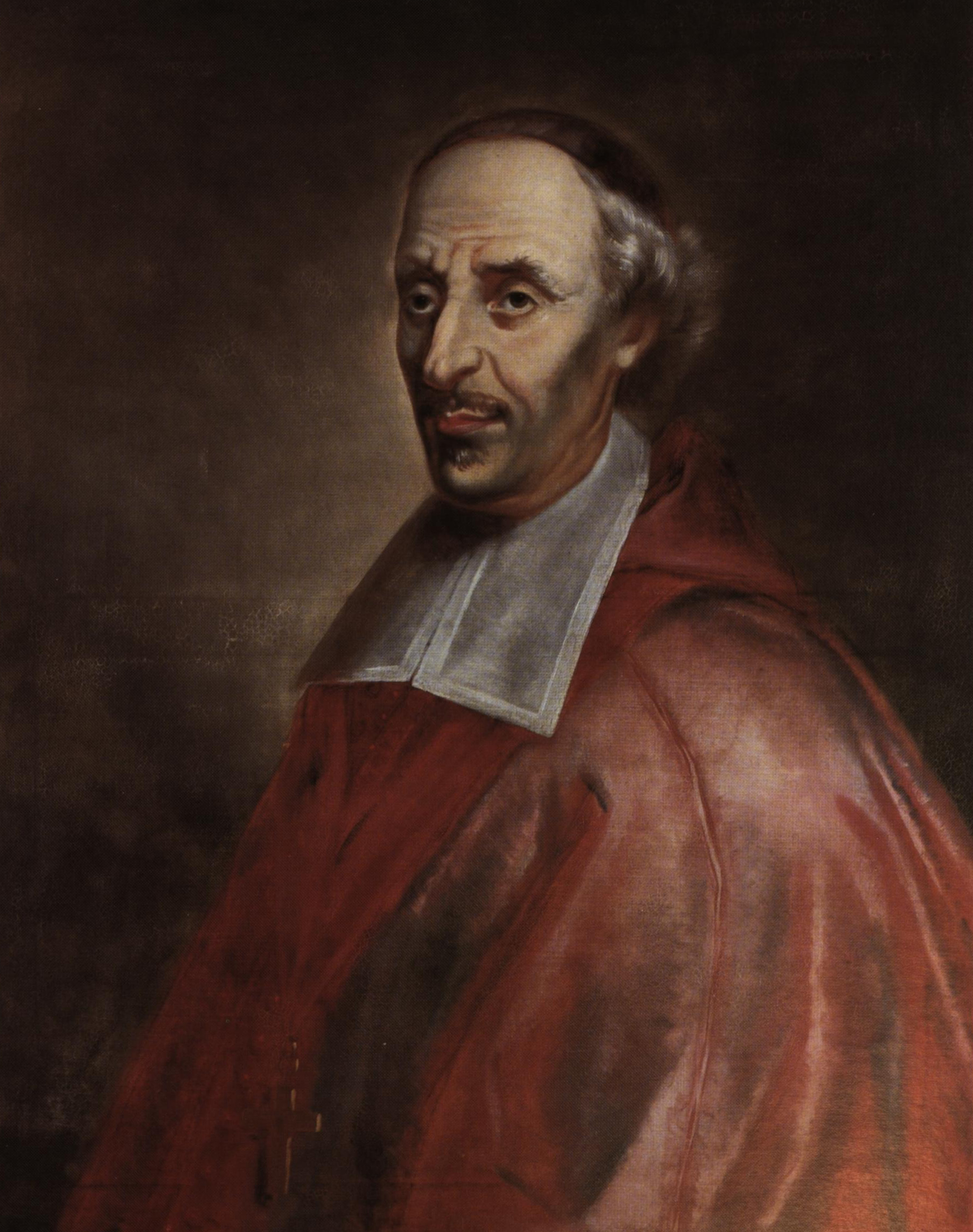
François de Laval, premier évêque de Québec et abbé de Méobecq.

Lors de son second séjour en France, de 1671 à 1675, Mgr François de Laval demande à l'archevêque de Bourges d'enquêter sur son bénéfice. À Méobecq, le 12 janvier 1673, il signe avec les moines un traité par lequel les cinq religieux, titulaires de différentes charges, font remise de leur office, moyennant une rente viagère. Le 22 septembre 1673, René Dorsanne, lieutenant général au bailliage d'Issoudun, préside un procès-verbal de visite et d'information des bâtiments de l'abbaye ; le rapport officiel conclut à la nécessité de démolir les bâtiments en ruine à l'exception d'un corps de logis que l'on peut soit achever de ruiner, soit louer.
Le 26 mars 1674, le roi donne lettres patentes portant démolition des bâtiments inutilisables à l'exception de ceux nécessaires pour servir d'église de paroisse. En 1675, le vicariat apostolique de la Nouvelle-France est érigé en évêché. Le 1er octobre de la même année, Mgr de Laval est nommé évêque du nouveau diocèse de Québec. Son séjour en France se termine après avoir obtenu du roi la ratification de l'accord passé avec les moines et les bénéfices de sept anciens prieurés dépendants de Méobecq. Les années suivantes, contestations et procédures se multiplient et devant les difficultés auxquelles il se heurte pour percevoir les revenus de l'abbaye, il nomme un procureur, l'abbé Jean Dudouyt, qu'il envoie à Paris pour rétablir l'ordre.
En 1688, en résignant son siège, François de Laval perd sa qualité d'abbé commendataire. Le titre passe alors à son successeur Jean-Baptiste de la Croix de Saint-Vallier, consacré évêque de Québec le 25 janvier 1688. Une bulle du pape Clément XI, datée de Sainte-Marie-Majeure, le 4 août 1706, décrète l'union de Saint-Pierre de Méobecq à l'évêché de Québec au Canada. François de Laval meurt à Québec, le 6 mars 1708 en réputation de sainteté à l'âge de 86 ans. En 1735, une sentence de l'official de Bourges porte extinction et suppression de l'abbaye et la réunion de ses revenus au chapitre de Québec. L'abbaye a cessé d'exister, mais on persiste à attribuer le titre d'abbé commendataire en témoignage du passé et pour indiquer l'origine des revenus. Après Mgr de Saint-Vallier et jusqu'à environ 1780, ce sont les procureurs envoyés par le chapitre de Québec qui sont abbés de Méobecq : Picard en 1718, puis Pierre Hazeur de l'Orme en 1743 et enfin Joseph Marie de la Corne de Chapte en 1757.
Sous le régime anglais, le chapitre de Québec disparaît et il faut attendre la Restauration pour que le séminaire de Québec envoie en France l'abbé Jean Holmes poursuivre les démarches pour tenter d'obtenir un règlement avantageux sur les biens de France, mais en vain car, en 1845, un règlement met un terme définitif au lien qui unissait l'église de Québec à l'abbaye de Méobecq.

### XXesiècle
Les bâtiments conventuels et la tour d'enceinte sont en cours de restauration après une campagne de fouilles archéologiques menées par INRAP Orléans. L'inauguration de la première tranche de travaux de réhabilitation du Prieuré à eu lieu vendredi 25 avril 2014 : « Après 20 ans de projets, 10 ans d'étude et 2 ans de travaux, le Prieuré à retrouvé son architecture d'antan. Des travaux qui ont consisté à démolir un bâtiment qui dans d'autres temps abritait un café, puis de mettre hors d'eau le bâtiment en lui même et le cellier, puis de reprendre intégralement les charpentes et les toitures ».

## Politique et administration
La commune dépend de l'arrondissement de Châteauroux, du canton de Saint-Gaultier, de la première circonscription de l'Indre et de la communauté de communes Val de l'Indre - Brenne.
Elle dispose d'une agence postale communale.
| Période                                  | Période   | Identité       | Étiquette | Qualité             |
| ---------------------------------------- | --------- | -------------- | --------- | ------------------- |
| mars 2001                                | mars 2008 | Daniel Lepage  | ?         | ?                   |
| mars 2008,                               | En cours  | Hubert Mousset | DVD       | Technicien retraité |
| Les données manquantes sont à compléter. |           |                |           |                     |

## Population et société

### Démographie
L'évolution du nombre d'habitants est connue à travers les recensements de la population effectués dans la commune depuis 1793. Pour les communes de moins de 10 000 habitants, une enquête de recensement portant sur toute la population est réalisée tous les cinq ans, les populations de référence des années intermédiaires étant quant à elles estimées par interpolation ou extrapolation. Pour la commune, le premier recensement exhaustif entrant dans le cadre du nouveau dispositif a été réalisé en 2007.

En 2022, la commune comptait 366 habitants, en évolution de −0,27 % par rapport à 2016 (Indre : −3 %, France hors Mayotte : +2,11 %).
| 1793 | 1800 | 1806 | 1821 | 1831 | 1836 | 1841 | 1846 | 1851 |
| ---- | ---- | ---- | ---- | ---- | ---- | ---- | ---- | ---- |
| 535  | 516  | 488  | 568  | 599  | 657  | 658  | 671  | 731  |

| 1856 | 1861 | 1866 | 1872 | 1876 | 1881 | 1886 | 1891 | 1896 |
| ---- | ---- | ---- | ---- | ---- | ---- | ---- | ---- | ---- |
| 733  | 664  | 726  | 704  | 697  | 765  | 787  | 831  | 795  |

| 1901 | 1906 | 1911 | 1921 | 1926 | 1931 | 1936 | 1946 | 1954 |
| ---- | ---- | ---- | ---- | ---- | ---- | ---- | ---- | ---- |
| 802  | 742  | 750  | 626  | 615  | 591  | 544  | 519  | 516  |

| 1962 | 1968 | 1975 | 1982 | 1990 | 1999 | 2006 | 2007 | 2012 |
| ---- | ---- | ---- | ---- | ---- | ---- | ---- | ---- | ---- |
| 501  | 482  | 443  | 439  | 402  | 362  | 366  | 366  | 360  |

| 2017 | 2022 | - | - | - | - | - | - | - |
| ---- | ---- | - | - | - | - | - | - | - |
| 374  | 366  | - | - | - | - | - | - | - |

### Enseignement
La commune dépend de la circonscription académique du Blanc.

### Médias
La commune est couverte par les médias suivants : La Nouvelle République du Centre-Ouest, Le Berry républicain, L'Écho - La Marseillaise, La Bouinotte, Le Petit Berrichon, France 3 Centre-Val de Loire, Berry Issoudun Première, Vibration, Forum, France Bleu Berry et RCF en Berry.

## Économie
La commune se situe dans l’aire urbaine de Châteauroux, dans la zone d’emploi de Châteauroux et dans le bassin de vie d’Argenton-sur-Creuse.
La commune se trouve dans l'aire géographique et dans la zone de production du lait, de fabrication et d'affinage des fromages Valençay et Sainte-maure-de-touraine.

## Culture locale et patrimoine
- Abbatiale Saint-Pierre : la première église abbatiale de Méobecq a été fondée par saint Cyran, vraisemblablement sur ordre du roi Dagobert au VIIe siècle, mais l'église actuelle date du XIe siècle. Grâce à une vieille charte qui a été conservée, nous savons que l'église a été consacrée le samedi 3 septembre 1048.
- Monument aux morts.

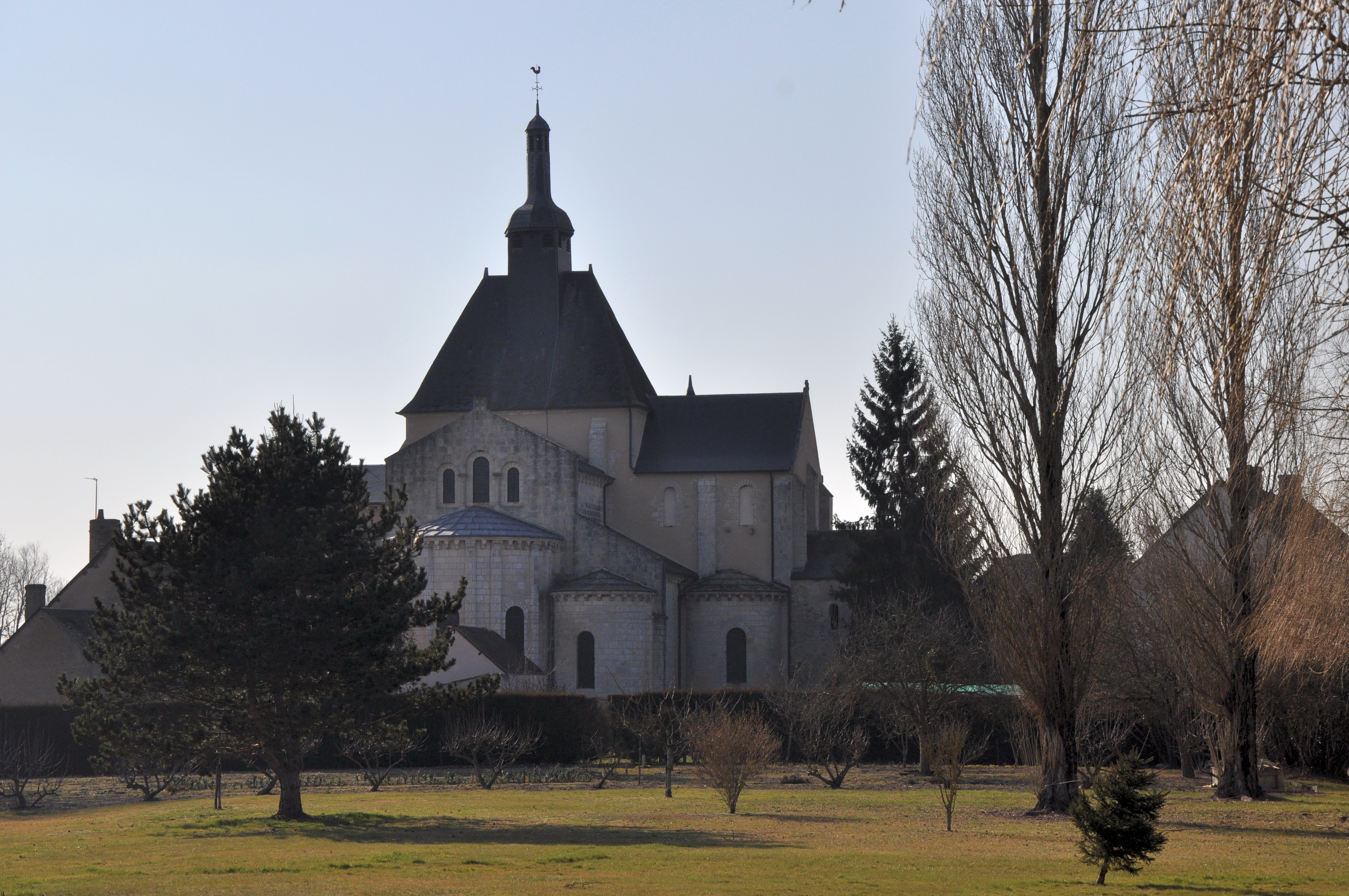
L'abbatiale Saint-Pierre en 2010.

### Personnalités liées à la commune
- François de Montmorency-Laval (1623-1708), premier évêque de Québec.

### Héraldique, logotype et devise
|  | Logotype de la commune de Méobecq : |